# Sveti rat
Sveti rat je naziv za koncept rata ili, u širem smislu, svakog društvenog sukoba u kojem je jedna strana uvjerena da ga vodi po dužnosti koju je propisala božanska ili natprirodna sila, odnosno kako u njemu mora ustrajati do konačne pobjede. Strana koja proglasila sveti rat od svojih sudionika zahtijeva da se nikako ne smiju obazirati na vlastite ljudske i materijalne žrtve, odnosno da radi postizanja cilja ne smiju postojati skrupuli koji inače postoje u miru ili „običnim“ sukobima. Takođe se podrazumijeva kako sveti rat nikako ne smije završiti kompromisom, nego isključivo potpunom pobjedom vlastite strane.
Sveti ratovi se uglavnom poistovjećuju s religijskim ratovima, pri čemu se kao najčešći primjer spominju koncept džihada u islamu, rekonkista i krstaški ratovi. Međutim, u posljednja dva vijeka se nove ideologije mogu takmičiti sa religijama u fanatizmu svojih sljedbenika, pa države i režimi vođeni njima eksplicitno ili implicitno, odnosno u većoj ili manjoj mjeri, koriste retoriku i metode svetog rata, najčešće opisujući suprotnu stranu kao oličenje „čistog“ Zla koje se mora uništiti. Jedan od primjera je Drugi svjetski rat gdje su Saveznici na takav način opisivali Sile Osovine. Tako je američki general Dvajt D. Ajzenhauer svoje vođenje rata opisao kao Krstaški rat u Evropi, a čak je i službeno ateistički Sovjetski Savez kao naslov svoje neslužbene ratne himne odabrao izraz Sveti rat.